# Faux-poivrier du Japon
Operculicarya decaryi
Espèce
Statut CITES
Le faux-poivrier du Japon (Operculicarya decaryi) appelé aussi jabily, est un arbre de la famille des Anacardiacées originaire de Madagascar.

## Systématique

### Noms Vernaculaires
Son nom scientifique vient du botaniste Raymond Decary.

## Description
Arbre à feuilles composées pennées, vert foncé et brillantes. Comme son faux ami, les feuilles froissées dégagent une odeur épicée très agréable. La petitesse de ses feuilles en fait un spécimen parfait pour la culture en Bonsaï.
- Type : feuillu
- Feuillage : persistant
- Emplacement : extérieur

## Taille
Le Faux Poivrier est une essence à feuilles composées, il faut donc couper à la base du
pétiole vert plus ou moins aplati qui portent les folioles arrondies
pour enlever une feuille entière.

## Arrosage
Régulièrement, il est gourmand en eau, mais on laissera sécher la surface entre deux arrosages. Une perte de feuille vous alarmera d'un manque d'eau.

## Fertilisation
Appliquez toute l’année un engrais au NPK équilibré, organique à décomposition lente, puis liquide  une fois rentré pour l’hiver, tout en diminuant les apports durant cette saison.
Période de rempotage : au printemps
Composition du substrat : akadama pur ou en mélange avec de la pumice et de l’écorce de pin compostée pour augmenter la rétention d’humidité.

## Maladies
Il faut surveiller les pucerons.

## Protection
Un hivernage dans une pièce fraîche mais lumineuse. Il passe l’été dehors au soleil sans protection particulière.

## Reproduction
Il se trouve facilement chez le pépiniériste à moindre coût. Mais on peut aussi l'obtenir par semis.
Dans ce dernier cas, on plantera les graines dans de l'Akadama pur, qu'on laissera se développer durant 2 ans avant d'entretenir comme un
Bonsaï.

## Espèces proches
- Operculicarya borealis
- Operculicarya gummifera
- Operculicarya hirsutissima
- Operculicarya hyphaenoides
- Operculicarya pachypus